# Gruppo dell'Alleanza dei Democratici e dei Liberali per l'Europa
Il Gruppo dell'Alleanza dei Democratici e dei Liberali per l'Europa (in inglese: Alliance of Liberals and Democrats for Europe - ALDE; in francese: Alliance des Démocrates et des Libéraux pour l'Europe - ADLE) è stato un gruppo politico del Parlamento europeo liberale e centrista, presente dal 2004 al 2019, cui aderivano due distinti partiti politici europei:
- il Partito dell'Alleanza dei Liberali e dei Democratici per l'Europa (ALDE);
- il Partito Democratico Europeo (PDE).

Il 2 luglio 2019, all'inizio della IX legislatura, le due formazioni hanno dato vita ad un nuovo gruppo politico, Renew Europe, a seguito dell'adesione del partito La République En Marche, guidato dal Presidente francese Emmanuel Macron.

## Storia

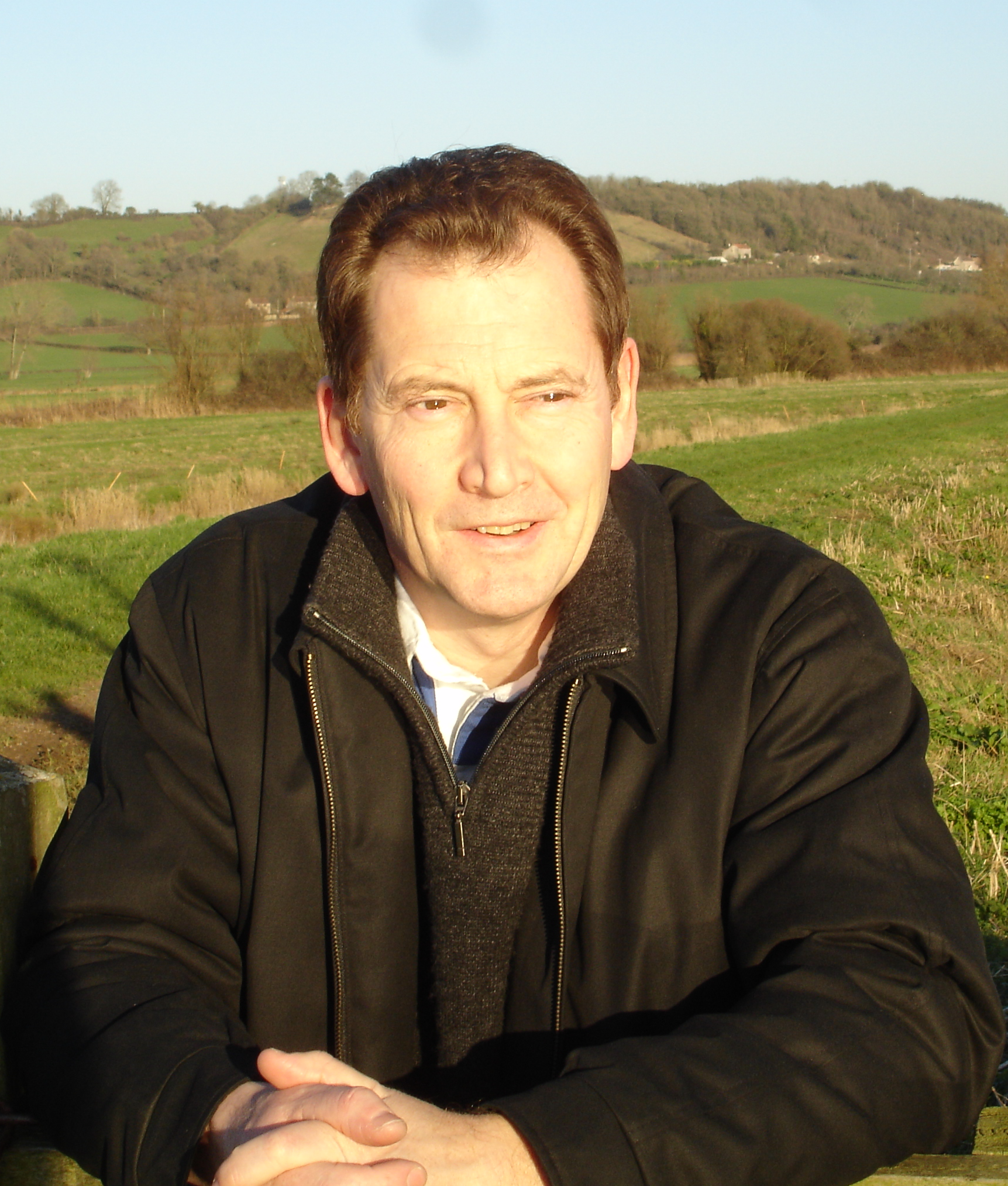
Graham Watson

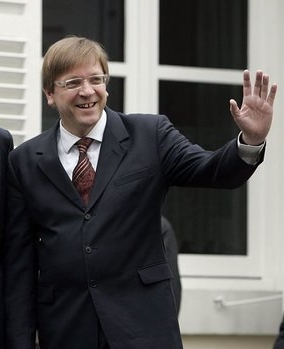
Guy Verhofstadt

La riunione del Gruppo del Partito Europeo dei Liberali, Democratici e Riformatori (ELDR), tenutasi a Bruxelles il 13 luglio 2004, approvò una raccomandazione con la quale si decise di creare un'unione con gli eurodeputati centristi e liberal-sociali del Partito Democratico Europeo. I due partiti europei, però, restano separati al di fuori del Parlamento europeo. Il gruppo, così come costituito in origine, si componeva di 88 membri.
La riunione costitutiva del gruppo ALDE-ADLE, avvenuta immediatamente in seguito a quella dell'ELDR, elesse il liberaldemocratico britannico Graham Watson a Presidente del gruppo e adottò il decalogo Programma per l'Europa.

### Programma per l'Europa
Il decalogo Programma per l'Europa:
1. Promuovere la pace, attraverso un'Unione nella tradizione federalista.
2. Fare dell'UE un attore globale, superando il divario tra la sua dimensione economica e politica.
3. Aprire e democratizzare l'Unione europea.
4. Garantire i diritti fondamentali di tutti i cittadini europei.
5. Promuovere l'istruzione a tutti i livelli.
6. Rafforzare la governance economica dopo l'introduzione dell'euro.
7. Eliminare le frodi e l'eccessiva burocrazia.
8. Fare dell'Europa il leader mondiale in materia di protezione ambientale.
9. Far sì che la globalizzazione funzioni per tutti.
10. Garantire appieno il riconoscimento e la valorizzazione del ruolo delle regioni europee.

Il 9 gennaio 2017 il Movimento 5 Stelle, che aveva deciso tramite una consultazione online di abbandonare il gruppo EFDD per unirsi ad ALDE, ha ottenuto da parte dei vertici liberali un rifiuto a causa di eccessive divergenze politiche; il movimento si era infatti più volte mostrato critico nei confronti di Bruxelles e dell'euro ed era stato fino a quel momento alleato con lo UKIP di Farage, partito fortemente euroscettico e principale sostenitore della Brexit, cosa in stridente contrasto con il grande europeismo di ALDE.

## Composizione del gruppo

### VIII Legislatura (2014-2019)
Il Gruppo ALDE è presieduto da Guy Verhofstadt.
|  | Partito                                       | Nome locale                                                                   | Stato           | Europartito | MPE |
|  | --------------------------------------------- | ----------------------------------------------------------------------------- | --------------- | ----------- | --- |
|  | Forum Liberale                                | Liberales Forum                                                               | Austria         | ALDE        | 1   |
|  | Partito Liberale Democratico                  | Freie Demokratische Partei                                                    | Germania        | ALDE        | 3   |
|  | Liberi Elettori                               | Freie Wähler                                                                  | Germania        | PDE         | 1   |
|  | Liberali e Democratici Fiamminghi Aperti      | Open Vlaamse Liberalen en Democraten                                          | Belgio Fiandre  | ALDE        | 3   |
|  | Movimento Riformatore                         | Mouvement Réformateur                                                         | Belgio Vallonia | ALDE        | 3   |
|  | Movimento per i Diritti e le Libertà          | Движение за Права и Свободи                                                   | Bulgaria        | ALDE        | 4   |
|  | Partito Popolare Croato - Liberal Democratici | Hrvatska narodna stranka – liberalni demokrati                                | Croazia         | ALDE        | 0   |
|  | Alleanza Civico-Liberale                      | Građansko-liberalni savez                                                     | Croazia         | ALDE        | 1   |
|  | Dieta Democratica Istriana                    | Istarski demokratski sabor                                                    | Croazia         | ALDE        | 1   |
|  | Sinistra - Partito Liberale di Danimarca      | Venstre - Danmarks Liberale Parti                                             | Danimarca       | ALDE        | 2   |
|  | Sinistra Radicale                             | Radikale Venstre                                                              | Danimarca       | ALDE        | 1   |
|  | Convergenza Democratica di Catalogna          | Convergència democràtica de Catalunya                                         | Spagna          | ALDE        | 1   |
|  | Partito Nazionalista Basco                    | Partido Nacionalista Vasco (in basco : Euzko Alderdi Jeltzalea)               | Spagna          | PDE         | 1   |
|  | Cittadini - Partito della Cittadinanza        | Ciudadanos – Partido de la Ciudadanía                                         | Spagna          | ALDE        | 2   |
|  | Unione, Progresso e Democrazia                | Unión, Progreso y Democracia                                                  | Spagna          | nessuno     | 4   |
|  | Partito di Centro Estone                      | Eesti Keskerakond                                                             | Estonia         | ALDE        | 1   |
|  | Partito Riformatore Estone                    | Eesti Reformierakond                                                          | Estonia         | ALDE        | 2   |
|  | Partito di Centro Finlandese                  | Suomen Keskusta                                                               | Finlandia       | ALDE        | 3   |
|  | Partito Popolare Svedese di Finlandia         | Suomen ruotsalainen kansanpuolue (in svedese : Svenska folkpartiet i Finland) | Finlandia       | ALDE        | 1   |
|  | Movimento Democratico                         | Mouvement Démocrate                                                           | Francia         | PDE         | 4   |
|  | Unione dei Democratici e degli Indipendenti   | Union des démocrates et indépendants                                          | Francia         | PDE         | 2   |
|  | Noi Cittadini                                 | Nous Citoyens                                                                 | Francia         | PDE         | 1   |
|  | Indipendente                                  |                                                                               | Irlanda         | PDE         | 1   |
|  | Non iscritti                                  |                                                                               |                 |             | 19  |

### VII Legislatura (2009-2014)
Il Gruppo ALDE è presieduto da Guy Verhofstadt.
|  | Partito                                                     | Nome locale                                      | Stato               | Europartito | MPE |
|  | ----------------------------------------------------------- | ------------------------------------------------ | ------------------- | ----------- | --- |
|  | Partito Liberale Democratico                                | Freie Demokratische Partei                       | Germania            | ALDE        | 12  |
|  | Liberal Democratici                                         | Liberal Democrats                                | Regno Unito         | ALDE        | 11  |
|  | Italia dei Valori                                           | Italia dei Valori - Lista Di Pietro              | Italia              | ALDE        | 5   |
|  | Movimento Democratico                                       | Mouvement Démocrate                              | Francia             | PDE         | 6   |
|  | Partito Popolare per la Libertà e la Democrazia             | Volkspartij voor Vrijheid en Democratie          | Paesi Bassi         | ALDE        | 3   |
|  | Democratici 66                                              | Democraten 66                                    | Paesi Bassi         | ALDE        | 3   |
|  | Movimento per i Diritti e le Libertà                        | Движение за Права и Свободи                      | Bulgaria            | ALDE        | 3   |
|  | Movimento Nazionale per la Stabilità e il Progresso         | Национално движение за стабилност и възход       | Bulgaria            | ALDE        | 2   |
|  | Partito Nazionale Liberale                                  | Partidul National Liberal                        | Romania             | ALDE        | 5   |
|  | Liberali e Democratici Fiamminghi                           | Vlaamse Liberalen en Democraten                  | Belgio Fiandre      | ALDE        | 3   |
|  | Movimento Riformatore                                       | Mouvement Réformateur                            | Belgio Vallonia     | ALDE        | 3   |
|  | Partito di Centro Finlandese                                | Suomen Keskusta                                  | Finlandia           | ALDE        | 3   |
|  | Partito Popolare Svedese di Finlandia                       | Svenska folkpartiet                              | Finlandia           | ALDE        | 1   |
|  | Soldati del Destino - Il Partito Repubblicano               | Fianna Fàil - The Republican Party               | Irlanda             | ALDE        | 3   |
|  | Indipendente                                                | Marian Harkin                                    | Irlanda             | PDE         | 1   |
|  | Sinistra - Partito Liberale di Danimarca                    | Venstre - Danmarks Liberale Parti                | Danimarca           | ALDE        | 3   |
|  | Partito di Centro Estone                                    | Eesti Keskerakond                                | Estonia             | ALDE        | 2   |
|  | Partito Riformatore Estone                                  | Eesti Reformierakond                             | Estonia             | ALDE        | 1   |
|  | Partito Popolare - Movimento per una Slovacchia Democratica | Ľudová strana - Hnutie za demokratické Slovensko | Slovacchia          | PDE         | 1   |
|  | Democrazia Liberale di Slovenia                             | Liberalna demokracija Slovenije                  | Slovenia            | ALDE        | 2   |
|  | Sul serio                                                   | Zares                                            | Slovenia            | ALDE        | 1   |
|  | Movimento dei Liberali della Repubblica di Lituania         | Lietuvos Respublikos Liberalų sąjūdis            | Lituania            | ALDE        | 1   |
|  | Partito del Lavoro                                          | Darbo Partija                                    | Lituania            | PDE         | 1   |
|  | Convergenza Democratica di Catalogna                        | Convergència Democràtica de Catalunya            | Spagna Catalogna    | ALDE        | 1   |
|  | Partito Nazionalista Basco                                  | Partido Nacionalista Vasco                       | Spagna Paesi Baschi | PDE         | 1   |
|  | Partito Democratico                                         | Demokratesch Partei                              | Lussemburgo         | ALDE        | 1   |
|  | Primo Partito di Lettonia - Via Lettone                     | Latvijas Pirma Partija/Latvijas Celš             | Lettonia            | ALDE        | 1   |

### VI Legislatura (2004-2009)
Il Gruppo ALDE è presieduto da Graham Watson.
|  | Partito                                             | Nome locale                                     | Stato               | Europartito | MPE | Note               |
|  | --------------------------------------------------- | ----------------------------------------------- | ------------------- | ----------- | --- | ------------------ |
|  | La Margherita                                       | Democrazia è Libertà - La Margherita            | Italia              | PDE         | 9   | fino al 14/10/2007 |
|  | Partito Democratico                                 | Partito Democratico                             | Italia              | nessuno     | 9   | dal 14/10/2007     |
|  | Lista Bonino / Radicali Italiani                    | Radicali Italiani                               | Italia              | ALDE        | 2   |                    |
|  | Italia dei Valori                                   | Italia dei Valori - Lista Di Pietro             | Italia              | ALDE        | 1   |                    |
|  | Liberali Democratici                                | Liberal Democrats                               | Regno Unito         | ALDE        | 11  |                    |
|  | UDF / Movimento Democratico                         | Mouvement Démocrate                             | Francia             | PDE         | 7   |                    |
|  | Alleanza Cittadina per la Democrazia in Europa      | Alliance Citoyenne pour la Démocratie en Europe | Francia             | ALDE        | 3   |                    |
|  | Partito Liberale Democratico                        | Freie Demokratische Partei                      | Germania            | ALDE        | 7   |                    |
|  | Partito Nazionale Liberale                          | Partidul National Liberal                       | Romania             | ALDE        | 6   |                    |
|  | Partito del Lavoro                                  | Darbo Partija                                   | Lituania            | PDE         | 5   |                    |
|  | Unione Liberale e di Centro                         | Liberalu ir centro sajunga                      | Lituania            | ALDE        | 1   |                    |
|  | Liberali e Democratici Fiamminghi                   | Vlaamse Liberalen en Democraten                 | Belgio Fiandre      | ALDE        | 3   |                    |
|  | Movimento Riformatore                               | Mouvement Réformateur                           | Belgio Vallonia     | ALDE        | 3   |                    |
|  | Partito Democratico                                 | Partia Demokratyczna                            | Polonia             | ALDE        | 4   |                    |
|  | Indipendente                                        | Paweł Piskorski                                 | Polonia             | nessuno     | 1   |                    |
|  | Indipendente                                        | Marek Czarnecki                                 | Polonia             | nessuno     | 1   |                    |
|  | Partito Popolare per la Libertà e la Democrazia     | Volkspartij voor Vrijheid en Democratie         | Paesi Bassi         | ALDE        | 4   |                    |
|  | Democratici 66                                      | Democraten 66                                   | Paesi Bassi         | ALDE        | 1   |                    |
|  | Partito di Centro Finlandese                        | Suomen Keskusta                                 | Finlandia           | ALDE        | 4   |                    |
|  | Partito Popolare Svedese di Finlandia               | Svenska folkpartiet                             | Finlandia           | ALDE        | 1   |                    |
|  | Movimento per i Diritti e le Libertà                | Движение за Права и Свободи                     | Bulgaria            | ALDE        | 3   |                    |
|  | Movimento Nazionale per la Stabilità e il Progresso | Национално движение за стабилност и възход      | Bulgaria            | ALDE        | 2   |                    |
|  | Sinistra - Partito Liberale di Danimarca            | Venstre - Danmarks Liberale Parti               | Danimarca           | ALDE        | 3   |                    |
|  | Sinistra Radicale                                   | Det Radikale Venstre                            | Danimarca           | ALDE        | 1   |                    |
|  | Soldati del Destino - Il Partito Repubblicano       | Fianna Fáil – The Republican Party              | Irlanda             | ALDE        | 4   | dal 17/04/2009     |
|  | Partito di Centro Estone                            | Eesti Keskerakond                               | Estonia             | ALDE        | 2   |                    |
|  | Partito Riformatore Estone                          | Eesti Reformierakond                            | Estonia             | ALDE        | 1   |                    |
|  | Alleanza dei Liberi Democratici                     | Szabad Demokraták Szövetsége                    | Ungheria            | ALDE        | 2   |                    |
|  | Democrazia Liberale di Slovenia                     | Liberalna demokracija Slovenije                 | Slovenia            | ALDE        | 2   |                    |
|  | Convergenza Democratica di Catalogna                | Convergència Democràtica de Catalunya           | Spagna Catalogna    | ALDE        | 1   |                    |
|  | Partito Nazionalista Basco                          | Partido Nacionalista Vasco                      | Spagna Paesi Baschi | PDE         | 1   |                    |
|  | Forum Liberale                                      | Liberales Forum                                 | Austria             | ALDE        | 1   |                    |
|  | Partito Democratico                                 | Demokratesch Partei                             | Lussemburgo         | ALDE        | 1   |                    |
|  | Primo Partito di Lettonia - Via Lettone             | Latvijas Pirma Partija/Latvijas Celš            | Lettonia            | ALDE        | 1   |                    |
|  | Partito Democratico                                 | Δημοκρατικό Κόμμα                               | Cipro               | nessuno     | 1   |                    |
|  | Iniziativa Femminista                               | Feministiskt initiativ                          | Svezia              | nessuno     | 1   |                    |

## Presidenti
| Presidente | Presidente      | Periodo                         | Stato membro | Partito                                  |
| ---------- | --------------- | ------------------------------- | ------------ | ---------------------------------------- |
|            | Graham Watson   | 25 maggio 2004 – 1º luglio 2009 | Regno Unito  | Liberal Democratici                      |
|            | Guy Verhofstadt | 1º luglio 2009 – 1º luglio 2019 | Belgio       | Liberali e Democratici Fiamminghi Aperti |